# (4055) Magellan
(4055) Magellan ist ein Asteroid vom Amor-Typ, der am 24. Februar 1985 von Eleanor Helin am Mount Palomar entdeckt wurde.
Mit der Benennung des Asteroiden wurde der portugiesische Seefahrer und Entdecker Ferdinand Magellan geehrt.